# Принцип усклађености васпитних циљева
Принцип усклађења деловања васпитних фактора је педагошки принцип који указује на потребу садејства свих васпитних фактора како у школи, тако и ван ње.

## Пожељне активности васпитача
Да би се овај принцип испоштовао потребно је да се рад васпитача усагласи не само са радом заједница ученика, већ и других тела у школи, као што је педагошко веће, али и са радом директора. Да би се то остварило, неопходно је заједничко одређивање циљева и задатака, као и одабирање метода и техника рада којима ће се они постићи. Јасно је да ће се сам васпитни рад при томе рашчланити, тако да дође до подела функција у њему. Васпитне активности не могу сви да обављају истовремено у истом обиму, дубини и интензитету. Васпитни рад је потребно издиференцирати и у самој организацији, односно заједници ученика; тако ће рецимо, редари, руководство одељења, секције, кружоци итд. имати специфичне функције, што ће допринети развијању способности сарадње, доношења одлука и управљања код ученика.